# Stig O. Pehrson
Stig Ossian Pehrson, född 3 mars 1916 i Uppsala, död 9 februari 1985 i Sigtuna, var en svensk kemist.
Pehrson, som var son till Ossian Pehrson och Signe Svensson, avlade studentexamen 1935, blev filosofie magister 1943 och filosofie licentiat 1948. Han blev forskningsassistent vid Uppsala universitet 1943, vid Svenska träforskningsinstitutet 1945, föreståndare för Skogsindustrins vattenlaboratorium 1953 och blev vice verkställande direktör för Hasselblads Fotografiska AB i Göteborg från 1958. Han författade ett 20-tal vetenskapliga arbeten i biologiska, biokemiska och skogsindustriella frågor. Han var konsult från 1964 och som sådan  engagerad av bland annat Linkopia i Linköping och firmans marknadsdirektör 1971–1973. År 1972 flyttade han till Sigtuna och pensionerades 1976. På senare år skrev han En krigsindustri i Sigtuna: Om salpetersjuderiet på Sjudargården (1989). Pehrson är begravd på Uppsala gamla kyrkogård.